# Stockholm Open 1980
Die Stockholm Open 1980 waren ein Tennisturnier der WTA Tour 1980 für Damen sowie ein Tennisturnier des Grand Prix Tennis Circuit 1980 für Herren in Stockholm. Das Herrenturnier fand vom 4. bis 10. November 1980 statt und das der Damen von 27. Oktober bis 2. November 1980.